# Nodiko Tatishvili
Nodiko "Nodar" Tatishvili (em georgiano: ნოდიკო "ნოდარ" ტატიშვილი, Tiblíssi, 5 de novembro de 1986) é um cantor georgiano.
Em 2013, juntamente com Sopho Gelovani, foi escolhido para representar a Geórgia no Festival Eurovisão da Canção 2013 com a canção "Waterfall" (cantado em inglês) composto por Thomas G:son, que concoreu na 2ª semi-final e terminou em 10º lugar com 63 pontos, conseguindo o apuramento para a final, onde terminou em 15º lugar com 50 pontos.